# Mia Helene Mørck
Mia Helene Mørck (* 16. November 1999 in Kopenhagen) ist eine dänische Leichtathletin, die sich auf den 800-Meter-Lauf spezialisiert hat.

## Sportliche Laufbahn
Erste internationale Erfahrungen sammelte Mia Helene Mørck bei den U18-Weltmeisterschaften 2015 in Cali, bei denen sie über 800 Meter bis in das Halbfinale gelangte. Ein Jahr später gelangte sie bei den erstmals ausgetragenen U18-Europameisterschaften in Tiflis in das Finale und belegte dort den achten Platz. 2017 erfolgte die Teilnahme an den U20-Europameisterschaften in Grosseto, bei denen sie den sechsten Platz belegte. Zudem vertrat sie ihr Land bei der Team-Europameisterschaft (1. Liga) in Vaasa und belegte dort den neunten Platz über 800 Meter sowie Platz sechs mit der dänischen 4-mal-400-Meter-Staffel.
2015 und 2017 wurde Mørck dänische Meisterin über 800 Meter und 2017 zusätzlich über 400 Meter im Freien. In der Halle sicherte sie sich die Meistertitel über 800 Meter 2017 und 2018.

## Persönliche Bestleistungen
- 400 Meter: 56,49 s, 26. August 2017 in Hvidovre
  - 400 Meter (Halle): 58,75 s, 30. Januar 2016 in Malmö
- 800 Meter: 2:05,77 min, 3. Juni 2017 in Oordegem
  - 800 Meter (Halle): 2:09,23 min, 11. Februar 2018 in Uppsala